# Klio (czasopismo)
Klio. Czasopismo poświęcone dziejom Polski i powszechnym – periodyk ukazujący się od 2001 roku w Toruniu. Redaktorem naczelnym jest Krzysztof Mikulski. W latach 2001–2010 pismo było półrocznikiem, od 2011 jest kwartalnikiem. Czasopismo jest kontynuacją ukazujących się nieregularnie Acta Universitatis Nicolai Copernici. Seria: Historia. W piśmie publikowane są artykuły z historii Polski i powszechnej.